# Бор (Бирилюсский район)
Бор — деревня в Бирилюсском районе Красноярского края России. Входит в состав Проточенского сельсовета. Находится севернее реки Чулым, примерно в 73 км к северо-западу от районного центра, села Новобирилюссы, на высоте 150 метров над уровнем моря.

## Население
| 2010 |
| ---- |
| 3    |

Гендерный состав
По данным Всероссийской переписи населения 2010 года 1 мужчина и 2 женщины из 3 чел.

## Улицы
Уличная сеть деревни состоит из 3 улиц.